# Minicius Opimianus
Minicius Opimianus (sein Praenomen ist nicht bekannt) war ein im 2. Jahrhundert n. Chr. lebender römischer Politiker.
Durch eine Inschrift, die auf den 3. November 155 datiert wird, ist belegt, dass Opimianus 155 zusammen mit Antius Pollio Suffektkonsul war. Die beiden Konsuln übten dieses Amt bis Ende November aus; vermutlich traten sie ihr Amt aber bereits vor dem November an.